# Luis Pascual Gaudí
Luis Pascual Gaudí, también llamado Lluís Pasqual Gaudi o Gaudín (Villafranca del Panadés, c. 1556 – Escaladei, c. 1621) fue un monje cartujo y pintor.

## Biografía
Aunque no se ha conservado nada que le pueda ser atribuido con seguridad, fray Luis Pascual hubo de ser pintor famoso en su tiempo, pues de él se ocupan elogiosamente Francisco Pacheco, Jusepe Martínez y Antonio Palomino, que lo llamaba «venerable padre don Luis Pasqual Gaudín» y destacaba sus conocimientos teológicos y su virtud a la par de su habilidad como pintor.
A edad adulta, en 1595, ingresó en la Cartuja de Scala Dei de la que llegó a ser vicario. Según Palomino, tanto en ella como en la Cartuja de Montealegre dejó muchas obras excelentes. De 1616 a 1618 residió en la Cartuja de las Cuevas de Sevilla, donde pudo conocerle y ver sus pinturas Francisco Pacheco. El suegro de Velázquez se ocupó del monje cartujo con admiración al tratar de las imágenes de la Inmaculada Concepción, que Luis Pascual pintó «más bien que ninguno [...] en la historia de San Bruno para la gran Cartuxa», en alusión a una serie de cuadros de la vida del fundador que se enviaron a la Gran Cartuja de Grenoble, reclamadas por el padre visitador, aunque al menos una copia de la Inmaculada quedó en la cartuja sevillana hasta 1742, cuando fue trasladada a la de Cazalla.
Pacheco, sin embargo, se mostró crítico con el modo de trabajar del cartujo, sin dibujo previo, y condenó su forma de pintar a la Virgen en los Desposorios del coro de la cartuja sevillana, con traje profano, «sin manto, con una saya grande veneciana muy metida en cintura, llena de muchas lazadas de cintas de colores y con mangas grandes, de rueda; traje, a mi modo de ver, indecente a la gravedad y alteza desta soberana Señora». Ceán Bermúdez, que decía haber podido ver el cuadro muchas veces, añadía que si en él no se había guardado «la costumbre, ni el decoro, en que faltaron muchos pintores flamencos y alemanes, se guardaron todas las demás reglas del arte, que le constituyen un buen cuadro, y al padre don Luis un buen pintor». El cuadro, parte de una serie de ocho historias de la vida de la Virgen, pintada para el coro alto de la iglesia, se conservó in situ hasta la desamortización de Mendizábal, suerte que debieron correr también las pinturas de la serie de la vida de San Bruno del claustro, copiadas de la que se envió a Grenoble, y el resto de pinturas del padre Luis Pascual. Ceán Bermúdez citaba, entre ellas, en la Cartuja de Scala Dei, un Apostolado en la sacristía y dos cuadros grandes del Lavatorio de los pies y la Oración del huerto en el refectorio, y en la de Portaceli en Valencia las puertas del sagrario, con los apóstoles Pedro y Pablo, y la Última Cena en el refectorio.
Probablemente a él aludía Jusepe Martínez cuando, sin nombrarlo, se refería a «un pintor catalán, que escedió con muchas ventajas a los pasados y presentes». Martínez se extendía en el peculiar modo de pintar alla prima al que ya había hecho referencia Pacheco, con algunos otros detalles que abundaban en su rareza,

porque comenzaba sus cuadros por lo más alto, hasta llegar al suelo; valióse del natural pero por un medio tan breve, que jamás se sabe que borrase cosa alguna; todo lo hacía a la prima con tan gran desahogo, que parece se burlaba de todo lo que hacía: que si se hubieran de corregir sus liberalidades, no quedara del cuadro más que la invención. No embargante esto, era su resolución tan suelta, que se conocía tenía espíritu de pintor.

Terminaba contando que los frailes de su orden, teniéndolo en muy alta estima, quisieron enviarlo a Roma a pintar para el papa Paulo V en la basílica de Santa María la Mayor. Con tal motivo presentaron al pontífice un cuadro pintado por el monje con su singular ligereza, del que Guido Reni, consultado por su santidad, opinó que bien se podía creer que había sido pintado en breve tiempo, «como lo muestra la obra», con lo que fue devuelto el cuadro a los frailes «y el dicho pintor a España y a su convento, donde felizmente acabó su vida: esto es ejemplar para que ninguno presuma tanto de sí, y que considere que puede haber otros de su igual y aun superior». Al frustrado viaje a Roma hizo también referencia Ceán Bermúdez, pero explicándolo de modo muy distinto, pues habría sido el propio papa quien lo habría llamado a la Ciudad eterna por medio del cardenal nepote, un deseo que no se pudo ver cumplido por la imprevista muerte del pintor.
Últimamente se señala su intervención en algunas labores decorativas para la capilla de la Generalidad y se le atribuye un Camino del Calvario en la catedral de Burdeos, posiblemente por encargo del influyente cardenal François de Sourdis, para quien trabajaba hacia 1614.
No debe ser confundido con Lluís Gaudín, autor del retablo manierista de San Martín de Teyá, fechado en 1617, a quien se cita como «ciudadano de Barcelona» al menos desde 1612. Nacido en Bellver, en el ducado de Saboya, tomó el hábito benedictino en el monasterio de Montserrat en 1626 y falleció después de 1641 en Madrid, a donde llegó con los monjes castellanos expulsados de Montserrat a raíz de la revuelta catalana.